# Lepanthes magnifica
Lepanthes magnifica är en orkidéart som beskrevs av Carlyle August Luer. Lepanthes magnifica ingår i släktet Lepanthes och familjen orkidéer.
Artens utbredningsområde är Ecuador. Inga underarter finns listade i Catalogue of Life.